# 언쇼 정리
언쇼 정리(Earnshaw's theorem)는 점 전하의 집합이 전하의 정전기적 상호 작용만으로는 안정적인 정적 평형을 유지할 수 없다는 것이다. 이것은 1842년 영국의 수학자 새뮤얼 언쇼(Samuel Earnshaw)에 의해 처음 증명되었다. 일반적으로 자기장을 참조하지만 원래는 정전기장에 적용되었다.
언쇼 정리는 전기력과 자기력과 같은 통상적인 역제곱 법칙 힘과 자석의 강도가 외부 장에 따라 변하지 않는 경성 영구 자석(hard permanent magnet)의 자기력에도 적용된다. 언쇼의 정리에 의하면 자기 부상은 다수의 일반적인 상황에서 금지된다.
자석이 경성이 아닌 경우에는, 브라운 백의 확장(Braunbeck's extension)에 의하면, 상대 투자율이 1보다 큰 물질(상자성 물질)은 더욱 불안정해지지만 투자율이 1 미만인 물질(반자성 물질)은 안정적인 구성이 가능하다.

## 같이 보기
- 자기 부상